# Aase Olesen
Aase Olesen, född Larsen 24 september 1934 i Horsens, död 1 februari 2013, var en dansk politiker och socialminister. Hon representerade Det Radikale Venstre.
Aase Olesen har varit en betydande person inom det socialpolitiska området i Danmark. Hon har innehaft de högsta förtroendeposterna inom flera instanser såsom ordförande i folketingets socialutskott, socialminister i Poul Schlüters tredje regering samt ledare för socialkommissionen 1991-1993. Hon har tidvis inom den socialpolitiska debatten fått kämpa emot såväl politiska motståndare som vissa politiker inom det egna partiet. 

## Uppväxt och tidig karriär
Aase Olesen är dotter till litografen Eigill Larsen och hemmafrun Erna Nielsen, och hon är det äldsta av familjens två barn. Fadern var en aktiv och vänsterorienterad medlem av den danska fackföreningsrörelsen, vars politiska engagemang skulle komma att sätta sina spår hos dottern. Familjen flyttade till Amager när Aase Olesen var 11 år gammal. Där tog hon en realexamen 1952 och blev 1956 en färdigutbildad lärare från Emdrupborg Statsseminarium. Hon blev anställd som lärare inom Hørsholms kommun och förblev där fram till 1958, då hon blev gravid med sitt första barn. Efter födseln bestämde sig Olesen för att bli hemmafru och förblev det fram till 1970, då hon började arbeta för sin makes arkitektbyrå.
1954 gifte sig Aase Olesen med arkitekten Tormod Olesen, och 2004 firade de sitt guldbröllop efter femtio år som gifta. Tillsammans har de två barn, Mads (1959) och Mette (1962).
Olesen hade redan under studietiden sympatiserat med mittenpartiet Radikale Venstre, men det dröjde fram till 1967 innan hon blev medlem av partiet. Hon stödde partiets syn på militärpolitiken och var en motståndare av EG. Samtidigt som hon tog återupptog sitt liv som förvärvsarbetande, blev hon ordförande för partiets lokala väljarförening och partiets amtsekreterare i Frederiksborg Amt 1969. 1974 blev hon invald i Helsinge kommun byråd, motsvarande svenska kommuners kommunfullmäktige. Hon blev samma år också suppleant i Folketinget och medlem av Radikale Venstres huvudstyrelse och dess verksamhetsnämnd. Året efter blev hon invald till folketinget och arbetade med bl.a. skatte-, närings- och bostadspolitik. Hon skapade uppståndelse då hon som ordförande för kommunalutskottet sa: "Ett ord är ett ord, och en man är en disktrasa". Det var en förvrängning av ordspråket "En kvinna är en kvinna, och en man är en disktrasa". Med detta uttalande syftade hon på ett lagförslag om ett blocktillskott som det fanns en majoritetsstöd för i folketinget, däribland representanter för Danmarks Kommunistiske Parti (DKP). Socialdemokraterne övertalade dock politikerna från DKP att rösta nej till förslaget, vilket gjorde att lagförslaget inte blev verklighet och Olesen riktade detta uttalande till dessa partier.

## I folketinget 1979-1993
Olesen var därefter medlem av det av justitieministeriet tillsatta äktenskapsutskottet fram till och med 1983. Vid valet 1977 åkte hon ur folketinget och partiets väljarsiffror var under denna period låga. Hon lyckades dock åter bli invald vid folketingsvalet 1979 och blev nu partiets socialpolitiska ordförande. Som sådan utmärkte hon sig genom att motsätta sig regerings planer på att göra folkpensionens basbelopp inkomstbaserad. Olesen kom att vara en medlem av folketinget fram till valet 1993. Under dessa mandatperioder var hon medlem av det ekonomiska utskottet i Nordiska rådet 1984-1988, ordförande för folketingets socialutskott 1987-1988. Hon var därmed en av initiativtagarna till utarbetningen av SUM-programmet (SUM = Sociale UdviklingsMidler), som skulle förstärka lokala initiativ och de förebyggande insatserna inom det socialpolitiska området. Detta var en decentraliseringsprocess under perioden 1989-1992 som skulle skapa ett tvärfackligt samarbete mellan olika sektorer i samhället. I efterhand uttryckte hon följande om programmet:
| ” | I utlandet är man fullständigt förbluffade över att det kan låta sig göras. Jag har ofta talat om det här i Norge, Sverige och Finland. Där kan man inte alls förstå att vi inte har en mera noggrant formulerad målsättning: vart vill vi komma med SUM-programmet. Det där med, att man bara säger: fritt! Det blir de helt korsade i ögonen över. Det motsvarar nästan till, att jag en gång försökte förklara för en kinesisk seminarielärarinna, vad den danska friskoleordningen gick ut på. Hon sa att det inte var möjligt: det finns inte ett sådant land där man bara säger att man ger ut pengarna till föräldrarna, och så får de själva bilda skola, det finns inte. - Det kan de nästan heller inte förstå i Norge, där man har några precisa och centralt fastsatta mål som skall uppfyllas. Det är nog det, som är danskt, och det är nog kärnan: att vi vågar det - att vi tror så mycket på folk, att vi vågar det. Att vi nästan vågar hänga upp en pengakasse på torget. Det är ganska flott! | „ |

Olesen var även medlem av Færdselssikkerhedskommissionen, dvs. färdsäkerhetskommissionen 1980-1988. 1989 tilldelades hon, som den första, det nyinstiftade Nationalforeningens Pris från Nationalforeningen til Tuberkulosens Bekæmpelse.
Olesens hjärtefrågor kan finnas inom det socialpolitiska området. I ett debattinlägg i tidskriften På Vej (nr. 6. 1987 (December)) klargjorde Olesen sin ståndpunkt för selektiv medborgarlön. Hon skrev att den teknologiska utvecklingen skulle komma att minska utbudet på arbeten inom många näringsområden, och att nya jobbmöjligheter också skulle ställa nya krav på utbildning och andra meriter. Fler människor skulle således bli utan arbete och begränsas i sin handlingsfrihet till de bidrag som tilldelas av den offentliga sektorn. Olesen föreslog utifrån detta att det med tiden skulle införas en medborgarlön för att göra människor mer ekonomiskt oberoende. Dock menade hon på att det i det dåvarande läget var omöjligt och att ersättningar som liknade medborgarlönen borde införas för olika grupper, dvs. selektiv medborgarlön.
Olesen har varit partiets kandidat till folketinget i Helsingør-kretsen (1971-1978) och i Hillerød-kretsen (1978-1991).

## Tiden som socialminister

### Åren 1988-1989
1988-1990 ingick Radikale Venstre i en koalitionsregering med Konservative Folkeparti och Venstre och Aase Olesen utsågs till ny socialminister. Hon kom att utmärka sig som en stor motståndare gentemot rökning, och arbetade för ett förbud mot rökning på offentliga platser. Detta gick dock inte igenom som en del av lagstiftningen, men kom ändå att påverka den framtida policyn mot rökning på arbetsplatser. Hennes förslag stötte på hårt motstånd i folketinget och hon uttryckte följande argument under en debatt: "Det är några, som vill stjäla vår inandningsluft. Vi menar, att det är en människorätt att ha rökfri inandningsluft.” Olesen fick kritik för att vilja begränsa rökningens utbredning genom lagstiftning, men hon kontrade med att endast hänvisningar om rökfria miljöer inte visat sig räcka till:
| ” | Ingen skall mer än jag beklaga att lagstiftning är nödvändigt. Det hade varit lättare om danskarna hade kunnat visa samma hänsyn som den hänsyn vi känner från Sverige. | „ |

Det var på Olesens initiativ som det s.k. Graversen-udvalget (döpt efter utskottets ordförande, professor Jørgen Graversen, Århus universitet) tillsattes 1988. Initiativet hade sin bakgrund i att Det Radikale Venstre tidigare samma år hade lagt fram ett förslag till beslut i folketinget om revision av den danska biståndslagens bestämmelser inom området för barn- och unga. Man uppmanade sedan regeringen att tillsätta ett sakkunnigt utskott för att utreda förslag till revision inom biståndslagstiftningen.
Bland de reformer som genomfördes under Olesens tid som socialminister var lagen om lika lön och ersättning mellan män och kvinnor inom sysselsättning och föräldraledighet 1989. Samma år genomfördes också lagen om igangsætningsydelse, dvs. att socialbidragstagare efter nio månader kunde starta upp en egen verksamhet med hjälp av bland annat bidrag. Samtidigt sänktes sjukpenningsperioden till 52 veckor inom rammen för 18 månader. Året efter gjordes en ändring i lagen om socialt bistånd. Det innebar att föräldrar till allvarligt sjuka barn under 14 år hade rätt till ekonomisk kompensation om de i förbindelse med barnets sjukdom upphörde med att förvärvsarbeta. Vidare genomfördes en lag som gav möjlighet till samkörning av offentliga register, vilket skulle förbättra kontrollen vid utbetalning av ersättning. Samma år genomfördes också en lag som gjorde det möjligt för dem som vårdat sina döende anhöriga i hemmet att få ersättning för förlorad arbetsintäkt. Lagen gällde både för dem som gick ned i arbetstid och för dem som helt åsidosatte sitt arbete till förmån för den sjuka, och ersättningen anpassades därefter. Som högst kunde ersättningen motsvara den högsta hemhjälpslönen med tillägg samt, oavsett ekonomiska förhållanden, hjälp med mediciner, behandlingsredskap och hjälpmedel. Denna lag fick inget stöd från regeringspartierna Det Konservative Folkeparti och Venstre, utan kunde endast genomföras med stöd från samtliga av Folketingets oppositionspartier. Enhälligt antogs dock i Folketinget Olesens lagförslag, med vilken det infördes ett flerbarnstillägg samt ett adoptionstillägg till familjer som adopterade utländska barn.
Åren 1988-1989 blossade det upp en strid emellan Dansk Arbejdsgiverforening (DA) och Landsorganisationen (LO). Det berodde på oenigheter mellan parterna om hur arbetsskadeförsäkringen skulle se ut: DA och försäkringsbolagen ville att arbetsskador, såsom dålig rygg och hjärnskador, inte längre skulle innefattas av arbetsskadeförsäkringen, utan överföras till det sociala systemet. Fackföreningsrörelsen önskade att arbetsskador och arbetsolyckor fortsatt skulle behandlas under samma lag och därmed göra arbetsgivarna och försäkringsbolagen ansvariga för utbetalning av ersättning för både arbetsskador och arbetsolyckor. Det rådde också oenigheter mellan parterna över huruvida en ny försäkringslagstiftning skulle utformas, dvs. hur mycket ansvar man kunde pålägga arbetsgivarna att satsa på bättre arbetsmiljö och minska risker för olyckor på arbetsplatsen. År 1988 hade parterna gjort ett försök på att tillsammans utarbeta ett förslag till lagändring men lyckades inte uppnå en kompromiss. Aase Olesen drogs in i konflikten och tillsatte ett utskott som skulle arbeta med en ny lagstiftning. Detta utskott bestod av representanter från flera organisationer, däribland DA och LO, samt tre ministerier.
Olesen var en förespråkare av att låta homosexuella par få ingå registrerat partnerskap, och hon var en av dem som utformade det lagförslag om registrerat partnerskap för homosexuella par som blev antagen som lag 1989.

### År 1990
Bland de förändringar under Olesens tid vid ämbetet som genomfördes inom området för barn och unga, kan nämnas införandet av bidrag till privata barnpassningsverksamheter, samt möjlighet för dessa att ta hand om fler barn om fler vuxna fanns på plats. I samband med denna förändring godkände hon en rad kommunala initiativ inom barnpassningen. Där ingick bl.a. Frederiksbergs kommun, som ansökte om att få driva ett daghem på kollektivt vis, samt Aalborgs kommun, som ville driva ett alternativt daghem för grönländska barn. Vidare införde hon en höjning av bidragen till ungdomar under 23 år med ett samlat belopp på 1.881 kronor till hemmaboende ungdomar och 3.135 kronor till ungdomar med eget boende.  Hon genomförde även ändringar i lagen om maktanvändning i institutioner som omhändertog barn och ungdomar från familjer med problem. Det innebar bl.a. att kommunen kunde begränsa kontakten mellan barn och föräldrar om denna ansågs skadlig för barnets välfärd. Ändringarna innebar även att kommun och institution kunde besluta om kontroll av in- och utkommande brev och telefonsamtal till- och från det omhändertagna barnet.
1990 antog folketinget Olesens lagförslag om ersättning för ungdomar. Det innebar att ungdomar under 20 år som sökte hjälp på grund av arbetslöshet fick ekonomisk ersättning mot att de började arbeta efter samråd med kommunstyrelsen. Ungdomarna kunde anställas inom olika sysselsättningsprojekt eller i privata verksamheter, och därmed få möjlighet att arbeta i genomsnitt 20 timmar i veckan med timlön, samt vid behov få vägledning och introduktionsrådgivning av kommunen. Om den berörda personen inte fick arbete eller påbörjade en utbildning efter 5 månader med denna sysselsättning kunde denne tilldelas socialbidrag. Hon lade senare fram ytterligare ett lagförslag som innebar att unga under 23 år skulle ha haft en inkomst under en längre period (minst 12 månader) innan de blev berättigade att få hjälp efter samma regler som personer som var äldre än 23 år. I lagförslaget ingick även att den ovanstående lagen om ersättning för unga utvidgades, och skulle omfatta unga som var upp till 21 år gamla, samt att personer upp till 25 år skulle kunna erbjudas den samma hjälp till arbete och ersättning som ovanstående om de hade varit arbetslösa i minst 12 månader. Detta lagförslag fick dock inte tillräckligt stöd i Folketinget och antogs inte.
Det var dessutom Olesen som genomförde den ännu gällande militärinvalidlagen för Sønderjylland. Den går ut på att personer, innan 15 juni 1920, som tyska värnpliktiga har ådragit sig invaliditet eller fått sin invaliditet förvärrad i sådan grad att arbetsförmågan nedsatts tilldelas en årlig ekonomisk ersättning (mellan 3.309 kronor och 32.962 kronor beroende på arbetsförmåga). Detta inkluderar även änkor till dem som dödades eller blev dödligt sårade under tiden som värnpliktiga i Tyskland.

## Socialkommissionen och politisk debatt

### Socialkommissionen
1990 lämnade Radikale Venstre koalitionsregeringen och Olesen avgick som socialminister. Hon utsågs emellertid av statsminister Poul Schlüter till ordförande för den av regeringen tillsatta socialkommissionen 1991 (därmed även kallad Aase Olesen-udvalget). Enligt Olesen själv skall en intervju mellan statsminister Poul Schlüter och journalisten och tillika konservativa politikern Connie Hedegaard ha varit anledningen till att Olesen blev Socialkommissionens ordförande.
Anledningen till att själva Socialkommissionen tillsattes var det vid denna tidpunkt fanns ungefär 1 miljon människor i Danmark mellan 18 och 66 år som levde på s.k. overførselsindkomster. Det innebar att dessa människor levde av inkomster från det offentliga i form av pensioner, a-kassa, sjukpenning, föräldrapenning, socialbidrag och studiebidrag. Den stigande arbetslösheten under 1970-talet hade lett till att fler människor blev beroende av dessa bidrag och ersättningar. Olesen och kommissionen hade till uppgift att se över dessa bidrag samt att  analysera och värdera dem. Kommissionen skulle dessutom se till att komma med förslag på hur man kunde begränsa människor från att dra sig tillbaka från arbetsmarknaden i ett tidigt skede. Målet var att genomföra en s.k. aktivering av människor i arbetslivet, och därmed ändra i finansieringen av de ovannämnda bidragen och ersättningarna. Detta var något som till en början kritiserades av flera politiker då de, enligt Olesen, ansåg att aktivering endast var till för unga människor. Denna del av socialkommissionens politik blev dock en verklighet redan 1997, då den dåvarande socialdemokratiska socialministern, Karen Jespersen, genomförde en sociallag som byggde på socialkommissionens betänkanden om aktivering av arbetslösa. Vidare förespråkade Kommissionen som helhet bl.a. en sänkning av minimilönen för vissa bestämda grupper (såsom lärlingslön eller "ingångslön") samt ändringar i skattesystemet i form av lägre skatt för låginkomsttagare, högre grundavdrag, införandet av en s.k. negativ inkomstskatt, höjd pensionsålder samt en höjning av åldersgränsen för att få tillgång till efterløn. Kommissionen förespråkade också att folkpensionens basbelopp skulle vara oberoende av inkomsten och att pensionens storlek skulle anpassas efter i vilken ålder man gick i pension. Enligt Olesen skulle det också bli möjligt att låta pensionärer ångra sitt tillbakadragande från arbetsmarknaden en gång.
Efter att ha fullföljt ämbetet som ordförande för Socialkommissionen, blev Olesen utsedd till ordförande för utskottet för överbyggnadsutbildning för pedagoger i november 1993. Hon tillsattes på uppdrag av Undervisningsministeriet och hon var därmed ledare för ett utskott, vars medlemmar representerade Forbundet af Offentligt Ansatte, Socialpædagogernes Landsforbund, BUPL - Forbundet for Pædagoger og Klubfolk, Amtsrådsforeningen, Kommunernes Landsforening, Köpenhamns och Frederiksbergs kommuner samt Socialministeriet. Utskottet gav sitt betänkande 1994 och överensstämde till stora delar med det lagförlag som den dåvarande undervisningsministern, Ole Vig Jensen (Radikale Venstre), lade fram 1995.

### Olesen i debatten
Olesen har varit en förespråkare för att kraftigt begränsa det som i Danmark kallas för efterløn. Efterløn innebär att man har möjlighet att dra sig tillbaka från arbetslivet 5 år innan man når pensionsåldern, som för närvarande är 60 år i Danmark. Efterløn är knutet till det pengabelopp som betalas in till a-kassan, och kan maximalt utgöra 91 % av den högsta a-kassaersättningen. Anledningen till Olesens ståndpunkt är att denna ersättning kommer att leda till större omkostnader för färre människor, i och med de låga födelsetalen, för att finansiera välfärden för den stigande andelen av äldre människor. Hon menade därpå att efterlønnen endast skulle erbjudas de mest utsatta i samhället, dem som ansågs behöva den mest. Hon motiverade sin ståndpunkt då hon sade att “efterlønnen ursprungligen var tilltänkt för de nedslitna. Nu har den blivit en ordning for alla. Oavsett hur stor pension man har, kan man i dag få efterløn från 60-årsåldern. Det verkar uppenbart orimligt. Särskilt när vi vet, att antalet äldre stiger kraftigt över de kommande åren och att försörgarbördan kommer att växa markant.” Vid ett senare tillfälle, år 2005, angrep hon f.d. finansministern Mogens Lykketoft för att ha avvisat henne och andra för denna ståndpunkt om efterlønnen som "hysteriska kärringar". Lykketoft har varit en av dem som ansett att efterløn är en universell möjlighet som fortsatt skulle vara en rättighet för alla människor. Olesens ståndpunkt har dock på senare år fått gehör inom Det Radikale Venstre, som i den rådande debatten om efterlønnen har anammat ståndpunkten om att avveckla efterlønnen under en period på 10 år. även de borgerliga partierna och Socialdemokraterne har under 2000-talet uttryckt en vilja att begränsa åtgången till efterløn genom att höja åldersgränsen.
I september 1997, efter Det Radikale Venstres landsmöte, beslutade partiledaren och ekonomiministern Marianne Jelved att strama upp kraven på arbetslösa som ett ledd i en ny profil för partiet. Det innebar bl.a. att arbetslösa med a-kassaersättning skulle stå till förfogande för arbetsmarknaden och om inte, så skulle de förflyttas från a-kassasystemet till kommunernas sociala system. Olesen var dock emot denna linje och hamnade på kant med partiledningen då hon stod bakom socialkommissionens förslag om att avskaffa a-kassasystemet till förmån för ett ensträngat system i kommunal regi. Jelved avvisade att följa Olesens och socialkommissionens förslag, trots att Jelveds linje bildade två parallella politiska- och administrativa system, s.k. dubbeladministration. Olesens och socialkommissionens förslag blev dock en verklighet 2009 och är nu en del av det danska systemet för sysselsättning.
I december 1997 kritiserade Olesen statsminister Poul Nyrup Rasmussen för att vara alltför hoppfull och optimistisk över Danmarks arbetsmarknadspolitiska framtid. Rasmussen menade att det ökande antalet (enligt Danmarks Statistik) förtidspensionerade- och människor i utanförskap i Danmark inte hade något att göra med att människor stöttes ut från arbetsmarknaden. Han menade att: "Då (1992) kände vi alla någon, som hade blivit arbetslös. Nu känner vi alla någon, som har fått jobb". Enligt talen från Danmarks Statistik hade dock antalet förtidspensionerade människor i Danmark ökat från 230.000 år 1986 till 273.000 år 1997, vilket Olesen menade var en social skuld efter många år av felslagen socialpolitik. Hon menade att ett ekonomiskt uppsving inte var synonymt med att antalet utstötta skulle minska, och att man i socialkommissionen fann på att, på trots av 1980-talets ekonomiska uppgång, så ökade antalet människor som inte kunde försörja sig själva, samtidigt som det blev fler som fick fast arbete. Hon menade även att regeringens initiativ till s.k. flexjobb och skånejobb inte hade någon större inverkan på att minska utslagningen från arbetsmarknaden, om man tittade på talen från Danmarks Statistik.
Olesen är en förespråkare av en höjning av pensionsåldern, vilket också var en av Socialkommissionens många förslag. I förslaget ingick en rekommendation att detta genomfördes under perioden 2000-2005, vilket dock inte blev fallet. Reformer väntades bli verklighet först 12 år senare, vilket Olesen inte ansåg vara rimligt:
| ” | Att höja pensionsåldern är det bästa sättet att säkra välfärdssamhället. Men det kommer för sent och sker över för lång tid. Det tror jag att de måste ändra på under loppet av de närmaste åren, för det är ju nu som vi kommer att sakna arbetskraft och vi ser det redan inom vårdsektorn där det fattas händer. | „ |

## Övriga förtroendeposter
- Styrelsemedlem av Kystsikringslaget Ålsgårde-Boderne-Ellekilde (2006-)
- Medlem av Akademiet for den 3. Alder, A3A (2006-)
- Medlem av representantskapet för Vanførefonden
- Styrelsemedlem av Videnscentret på Ældreområdet (1999-2010), varav styrelseordförande 1999-2000
- Styrelsemedlem av Gerontologisk Institut (1996-2006)
- Styrelsemedlem av Kræftens Bekæmpelse i Helsingør (1996-)
- Styrelsemedlem av Odd Fellow Ordenens Børneford under Røde Kors (1993-)
- Styrelsemedlem av Foreningen af Forhenværende Folketingsmedlemmer (1992-), varav som vice ordförande sedan 2000
- Styrelsemedlem av Kofoeds Skole (1991-), varav styrelseordförande 1995-2008
- Ordförande av Arbejdsmarkedets Feriefond (1991-2007)
- Styrelsemedlem av vårdhemmet Rosenborgcentret (1994-2000)
- Styrelsemedlem av Socialt Udviklingscenter, SUS, (1991-2004)
- Styrelsemedlem av Grosserer P. A. Schrau og Hustrus Fond (1993-2004)
- Styrelsemedlem av Dagbladet Politiken A/S (1994-2002)
- Ordförande av Rådet for Social- og Sundhedsuddannelserne (2000-2002)
- Styrelsemedlem av Landsforeningen Ligeværd (1993-2002)
- Styrelsemedlem av Kræftens Bekæmpelse (1991-1997), samt av dess verksamhetsutskott (1993-1995)
- Styrelsemedlem av Top-Banken A/S (1986-1988)
- Medlem av Ligningskommissionen i Helsinge (1970-1974)

Dessutom är Olesen, likt många andra topp-politiker i Danmark, medlem av Nationernas Europa. Det är en organisation som var för EU:s föregångare, EG (Europeiska gemenskaperna), men som motsatte sig Amsterdamfördraget och introduktionen av den europeiska monetära unionen (EMU). Organisationen drev en kampanj mot införandet av euron i samband med att Danmark genomförde en folkomröstning om saken år 2000.